# Concilio di Jamnia
Il Concilio di Jamnia (probabilmente l'attuale Yavne), città in cui esisteva una scuola giudeo-farisaica, è stata un'ipotetica assemblea di rabbini ebrei farisei che fra l'altro avrebbe fissato, intorno al 95 d.C., il canone della Bibbia ebraica (Tanakh), che costituisce l'Antico Testamento delle chiese cristiane protestanti e, insieme ad altri libri, l'Antico Testamento del canone cattolico e cristiano ortodosso.
Il Concilio, secondo i fautori di tale ipotesi, avrebbe rigettato i libri biblici della Versione greca dei Settanta, compresi quelli che i cattolici chiamano deuterocanonici.
Tale ipotesi, che presuppone il concilio, è stata formulata per la prima volta da Heinrich Graetz nel 1871.
Essa ha avuto il consenso della maggior parte degli studiosi fino agli anni '60, in seguito è stata rigettata dalla maggioranza degli studiosi.

## Confutazione
Il primo studioso a criticare il consenso dell'epoca sulla tesi di Jamnia fu W. M. Christie nel 1925. Nel 1964 Jack P. Lewis scrisse una popolare confutazione di tale tesi, a cui poi si aggiunsero le critiche di Sid Z. Leiman. Lo studioso cattolico Raymond Brown espresse largamente sostegno a Lewis nella sua recensione pubblicata sul Grande Commentario Biblico (e, successivamente, sul Nuovo Grande Commentario Biblico) e sull'Anchor Bible Dictionary.

Jack P. Lewis ha scritto: 

Il concetto del Consiglio di Jamnia è un'ipotesi per spiegare la canonizzazione degli Scritti (la terza divisione della Bibbia ebraica) con conseguente chiusura del canone ebraico. [...] Questi dibattiti in corso suggeriscono la scarsità di prove su cui l'ipotesi del Consiglio di Jamnia si basa e solleva la questione se essa non sia servita alla sua utilità e [tale ipotesi] dovrebbe essere relegata al limbo delle ipotesi non fondate. Non bisognerebbe considerarla basata sul consenso solo per la mera ripetizione dell'affermazione. 
Albert C. Sundberg, Jr. ha scritto: 
Le fonti ebraiche contengono echi di dibattiti sui libri biblici, ma la canonicità non era il problema e il dibattito non era collegato a Jamnia... Inoltre, una specifica discussione canonica a Jamnia è attestata solo per le Cronache e il Cantico dei Cantici. Entrambi circolavano prima di Jamnia. Ci fu un vigoroso dibattito tra Beth Shammai e Beth Hillel sulle Cronache ed il Cantico; Beth Hillel ha affermato che entrambi "contaminano le mani", il principio rabbinico (enunciato in Mishnah Yadayim 3:5) secondo il quale la Sacra Scrittura è così santa da impartire impurità; Gli scritti che non sono santi, non impartiscono impurità. Un testo parla di un'azione ufficiale a Jabneh. Dà un'affermazione generale che "tutta la Sacra Scrittura contamina le mani", e aggiunge "il giorno in cui hanno fatto R. Eleazar b. Azariah capo del collegio, il Cantico dei Cantici e Koheleth (Ecclesiaste) rendono entrambe le mani impure" (M. Yadayim 3:5). Dei libri apocrifi, solo Ben Sira è menzionato per nome nelle fonti rabbiniche e continuò a essere diffuso, copiato e citato. Nessun libro è mai menzionato nelle fonti come escluso dal canone di Jamnia. 
Il celebre studioso evangelico Frederick Fyvie Bruce scrisse che sarebbe stato "poco saggio parlare di un concilio a Jamnia dove sarebbe stato deciso il canone dell'Antico Testamento". La maggioranza degli studiosi oggi sono su posizioni simili a quelli di Lewis e Bruce e la tesi di Jamnia è ormai ampiamente screditata. Alcuni studiosi pensano che il canone sia stato chiuso al tempo della dinastia degli Asmonei (140-37 b.C.). Secondo il Nuovo Dizionario Enciclopedico Illustrato della Bibbia, "tutti gli indizi indicano che il canone ebraico era già chiuso al tempo di Gesù e dei suoi apostoli".